# Zumbahua

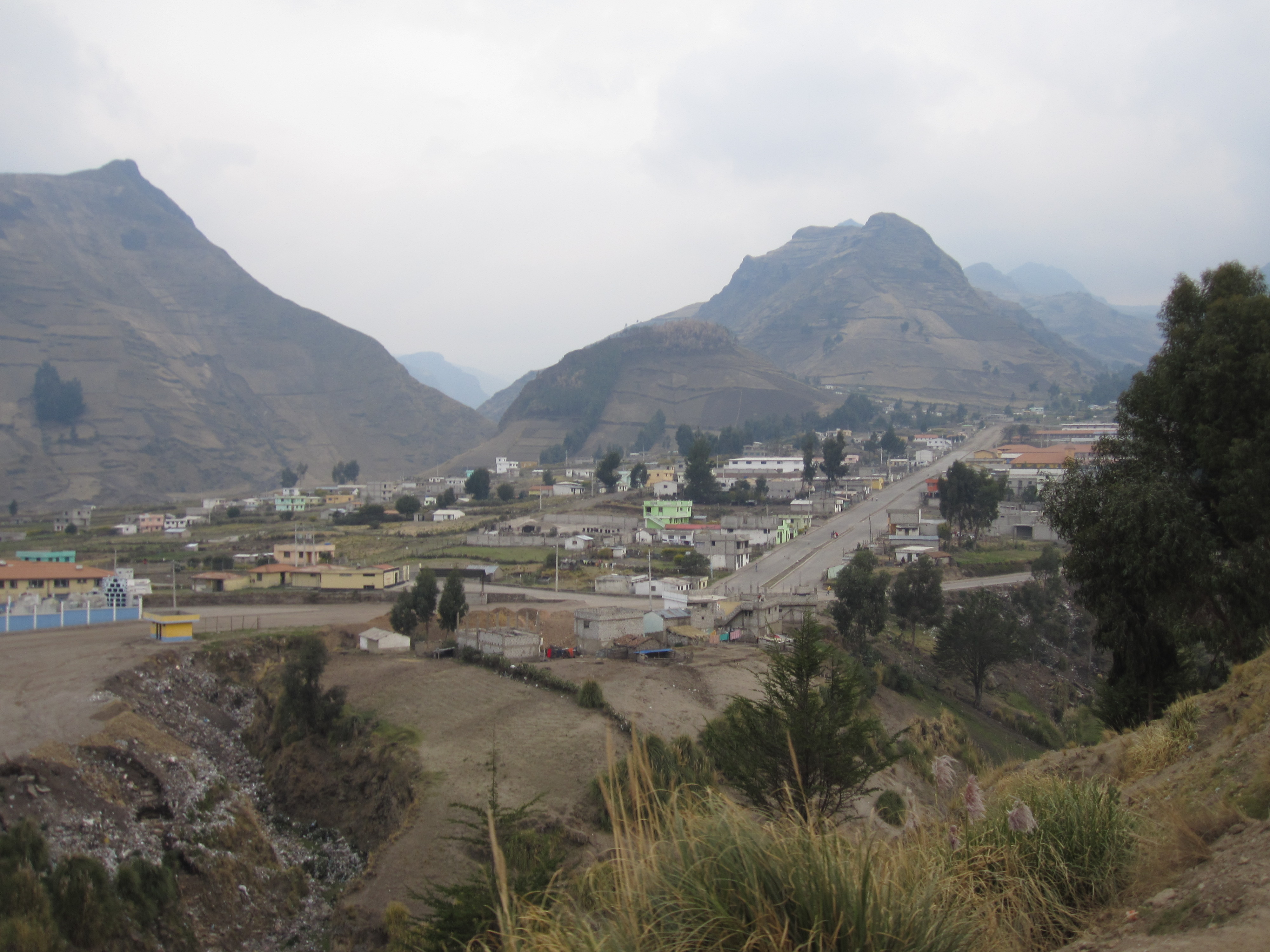
Blick über Zumbahua

Zumbahua ist eine Ortschaft und eine Parroquia rural („ländliches Kirchspiel“) im Kanton Pujilí der ecuadorianischen Provinz Cotopaxi. Die Parroquia besitzt eine Fläche von 210,3 Quadratkilometern. Die Einwohnerzahl lag im Jahr 2010 bei 12.643. Die Bevölkerung besteht fast ausschließlich aus Angehörigen der indigenen Volksgruppe der Kichwa de la Sierra.

## Lage
Die Parroquia Zumbahua liegt in der Cordillera Occidental. Das Areal liegt in Höhen zwischen 2080 und 4480 Metern über dem Meeresspiegel. Das Gebiet umfasst größtenteils das westliche Quellgebiet des Río Toachi. Am Nordrand der Parroquia befindet sich der Kratersee Laguna Quilotoa. Der Nordwesten der Parroquia wird über den Río Chiquinquira nach Westen zum Río San Pablo entwässert. Der 3500 Meter über dem Meeresspiegel gelegene Hauptort befindet sich 22 Kilometer westlich vom Kantonshauptort Pujilí. Die Fernstraße E30 von Quevedo nach Latacunga führt an Zumbahua vorbei. Dort zweigt eine Nebenstraße nach Norden ab und führt zum Kratersee Laguna Quilotoa.
Die Parroquia Zumbahua grenzt im Norden an die Parroquia Chugchilán (Kanton Sigchos), im Osten an die Parroquia Guangaje, im Südosten an die Parroquias Pujilí und Cusubamba (Kanton Salcedo), im Südwesten an die Parroquia Angamarca sowie im Westen an die Parroquias Pilaló und El Tingo.

## Orte und Siedlungen
In der Parroquia gibt es neben dem Hauptort folgende Comunidades:
- Chami 2
- Guantopolo
- La Cocha
- Michacalá
- Ponce Quilotoa
- Saraugsha
- Tacaxa
- Talatac
- Tigua Chimbacucho
- Tigua Rumichaca
- Yanashpa
- Yanaturo

Ferner gibt es 14 Sectores.

## Geschichte
Die Parroquia Zumbahua wurde am 26. Juni 1972 gegründet (Registro Oficial N° 88).